# Suuçtu-Wasserfall
Der Suuçtu-Wasserfall (türkisch Suuçtu Şelalesi) befindet sich im Landkreis Mustafakemalpaşa der Provinz Bursa im Nordwesten der Türkei.
Der Suuçtu-Wasserfall liegt 18 km südlich der Kreisstadt Mustafakemalpaşa nahe der Ortschaft Muradiyesarnıç. Die Fallhöhe beträgt 38 m. Der Wasserfall befindet sich am Nordhang des 1336 m hohen Çataldağ-Höhenzugs.
Der Wasserfall ist eine überregionale Attraktion.